# La Riverita
La Riverita   es un despoblado español del municipio de Ledesma, perteneciente a la provincia de Salamanca, en la comunidad autónoma de Castilla y León.

## Toponimia
El lugar puede aparecer referido como «La Riverita» y «Riverita».

## Historia
Hacia mediados del siglo XIX, el lugar, por entonces referido como una alquería perteneciente a Pelilla, tenía contabilizada una población de nueve habitantes. Aparece descrito en el decimotercer volumen del Diccionario geográfico-estadístico-histórico de España y sus posesiones de Ultramar de Pascual Madoz con las siguientes palabras:

RIVERITA: alq. en la prov. de Salamanca, part. jud. de Ledesma, térm. municipal de Pelilla. pobl.: 3 vec., 9 almas.
(Madoz, 1849, p. 516)

En la actualidad, pertenece al municipio de Ledesma. En 2022, no tenía empadronado ningún habitante.